# Polytrichum proliferum
Polytrichum proliferum là một loài Rêu trong họ Polytrichaceae. Loài này được Griff. miêu tả khoa học đầu tiên năm 1842.